# Мозгово (Алексинац)
Мозгово је насеље у Србији у општини Алексинац у Нишавском округу. Према попису из 2022. било је 1059 становника (према попису из 1991. било је 1992 становника).

## Демографија
У насељу Мозгово живи 1377 пунолетних становника, а просечна старост становништва износи 45,4 година (44,7 код мушкараца и 46,2 код жена). У насељу има 470 домаћинстава, а просечан број чланова по домаћинству је 3,47.
Ово насеље је скоро у потпуности насељено Србима (према попису из 2002. године), а у последња три пописа, примећен је пад у броју становника.
|  |

| Демографија | Демографија | Демографија |
| Година      | Становника  | Становника  |
| ----------- | ----------- | ----------- |
| 1948.       | 2.664       |             |
| 1953.       | 2.766       |             |
| 1961.       | 2.728       |             |
| 1971.       | 2.445       |             |
| 1981.       | 2.234       |             |
| 1991.       | 1.992       | 1.902       |
| 2002.       | 1.632       | 1.741       |

| Етнички састав према попису из 2002.‍ | Етнички састав према попису из 2002.‍ | Етнички састав према попису из 2002.‍ | Етнички састав према попису из 2002.‍ | Етнички састав према попису из 2002.‍ |
| ------------------------------------ | ------------------------------------ | ------------------------------------ | ------------------------------------ | ------------------------------------ |
|                                      |                                      |                                      |                                      |                                      |
| Срби                                 | Срби                                 |                                      | 1.599                                | 97,97%                               |
| Роми                                 | Роми                                 |                                      | 17                                   | 1,04%                                |
| Црногорци                            | Црногорци                            |                                      | 3                                    | 0,18%                                |
| Румуни                               | Румуни                               |                                      | 1                                    | 0,06%                                |
| Немци                                | Немци                                |                                      | 1                                    | 0,06%                                |
| Македонци                            | Македонци                            |                                      | 1                                    | 0,06%                                |
| непознато                            | непознато                            |                                      | 8                                    | 0,49%                                |

| Година пописа     | 1948. | 1953. | 1961. | 1971. | 1981. | 1991. | 2002. |
| ----------------- | ----- | ----- | ----- | ----- | ----- | ----- | ----- |
| Број домаћинстава | 519   | 539   | 556   | 527   | 510   | 477   | 470   |

| Број чланова      | 1  | 2  | 3  | 4  | 5  | 6  | 7  | 8 | 9 | 10 и више | Просек |
| ----------------- | -- | -- | -- | -- | -- | -- | -- | - | - | --------- | ------ |
| Број домаћинстава | 79 | 98 | 69 | 82 | 63 | 54 | 18 | 6 | 1 | 0         | 3,47   |

| Пол    | Укупно | Неожењен/Неудата | Ожењен/Удата | Удовац/Удовица | Разведен/Разведена | Непознато |
| ------ | ------ | ---------------- | ------------ | -------------- | ------------------ | --------- |
| Мушки  | 712    | 145              | 469          | 78             | 18                 | 2         |
| Женски | 707    | 83               | 469          | 134            | 19                 | 2         |
| УКУПНО | 1.419  | 228              | 938          | 212            | 37                 | 4         |

| Пол    | Укупно                    | Пољопривреда, лов и шумарство | Рибарство                            | Вађење руде и камена | Прерађивачка индустрија       |
| ------ | ------------------------- | ----------------------------- | ------------------------------------ | -------------------- | ----------------------------- |
| Мушки  | 457                       | 297                           | 0                                    | 1                    | 56                            |
| Женски | 294                       | 249                           | 0                                    | 0                    | 13                            |
| УКУПНО | 751                       | 546                           | 0                                    | 1                    | 69                            |
| Пол    | Производња и снабдевање   | Грађевинарство                | Трговина                             | Хотели и ресторани   | Саобраћај, складиштење и везе |
| Мушки  | 2                         | 33                            | 16                                   | 3                    | 10                            |
| Женски | 0                         | 1                             | 16                                   | 2                    | 0                             |
| УКУПНО | 2                         | 34                            | 32                                   | 5                    | 10                            |
| Пол    | Финансијско посредовање   | Некретнине                    | Државна управа и одбрана             | Образовање           | Здравствени и социјални рад   |
| Мушки  | 0                         | 1                             | 6                                    | 2                    | 1                             |
| Женски | 0                         | 0                             | 0                                    | 3                    | 7                             |
| УКУПНО | 0                         | 1                             | 6                                    | 5                    | 8                             |
| Пол    | Остале услужне активности | Приватна домаћинства          | Екстериторијалне организације и тела | Непознато            | Непознато                     |
| Мушки  | 3                         | 0                             | 0                                    | 26                   | 26                            |
| Женски | 0                         | 0                             | 0                                    | 3                    | 3                             |
| УКУПНО | 3                         | 0                             | 0                                    | 29                   | 29                            |

## Историја
У Првом светском рату погинуло је 218 Мозговаца. Око цркве св. Петке, порушене још у доба Турака, вођене су тешке борбе 1918. На њеним развалинама је подигнута спомен-црква, освећена 10. августа 1937.